# Категорія 7: Кінець світу
«Категорія 7: Кінець світу» (англ. Category 7: The End of the World) — американсько-канадський міні-серіал-катастрофа 2005 р., який транслювався в США на CBS у двох частинах, перша — 6 листопада, друга — 13 листопада; продовження телесеріалу 2004 р. Категорія 6: День руйнування. Сюжет починається безпосередньо після подій, показаних у цьому фільмі. Новий директор Федерального агентства з надзвичайних ситуацій повинен продовжувати боротися з масивним штормом, що вразив Чикаго в першому фільмі. Буря продовжує набирати силу, породжуючи додаткові бурі по всьому світу, три з них сходяться над Вашингтоном, округ Колумбія, у вигляді масивного тропічного циклону 7-ї категорії (хоча катаклізмів під номером 7 не існує).

## Сюжет
Після подій попередньої частини фільму минуло кілька тижнів. Шторм набирає небувалу міць. Він змітає все на своєму шляху. Смерчі в Парижі зносять Ейфелеву вежу. Перепади температури змушують відвалитися обличчя Джорджа Вашингтона на горі Рашмор, єгипетські піраміди і Великий Сфінкс також стають жертвами смерчів. Новий голова Федерального агентства з НС Джудіт Карр вирішує зупинити смертоносну бурю. Вона закликає на допомогу свого колишнього коханого і його батька-професора. 
Поки вони досліджують, звідки бере свій початок шторм, буря підходить до Вашингтону. Цунамі, викликане ураганом вдаряє по Нью-Йорку. Потім смерч зносить Статую Свободи і все місто. Незабаром з'ясовується, що шторм не єдиний у своєму роді. Сотні таких же знищують міста, селища та інші населені пункти по всій країні.

## Ролі
- Ренді Квейд — Томі Діксон
- Джина Гершон — Джудіт Карр
- Шеннен Догерті — професор Фейт Клевелл
- Том Скеррітт — Майк Девіз
- Свузі Керц — Пенні Холл
- Джеймс Бролін — Донні Холл
- Роберт Вагнер — Райан Карр
- Адам Родрігез — пілот
- Віктор Вебстер — Глен

## Виробництво
Міні-серіал був спродюсований von Zerneck/Sertner Films, які також брали участь під час створення Категорії 6. Знятий в різних місцях навколо Вінніпега, Канада та на канадській базі ВПС 17 тощо. Учасники військово-повітряних сил були залучені як додаткова допомога з виробничої компанії, щоб грати членів ВПС США. Командир військово-повітряної бази зазначив, що зйомки допомогли розвитку місцевої економіки, у зв'язку з чим військові отримали $600 тис. зарплати під час зйомок.

## Критика
Рейтинг фільму на сайті IMDb — 4,7/10. 

### Нагороди
Фільм нагороджений і номінований різними престижними кінопреміями:
- «Еммі» за видатні спецефекти, і саундтреки до мінісеріалом;
- «Сатурн» за найкращий телевізійний показ;
- «CAS Award» за видатні успіхи у створенні саундтреків для мінісеріалу;
- «Golden Reel Awards» за найкращі звукові ефекти.